# Szczakowianka Jaworzno
Szczakowianka Jaworzno (vollständig: Jaworznickie Stowarzyszenie Piłkarskie Szczakowianka Jaworzno) ist ein polnischer Fußballverein aus dem Ortsteil Szczakowa der Stadt Jaworzno. Seine Vereinsfarben sind weiß und rot.

## Geschichte
Der Verein wurde 1923 unter dem Namen KS Szczakowianka gegründet. Die Saison 2001/02 beendete man als Dritter der 1. Liga (damals noch 2. Liga) und konnte sich in den Relegationsspielen gegen den RKS Radomsko durchsetzen. 
Somit stieg Szczakowianka zur Saison 2002/03 erstmals in die höchste polnische Liga auf. Der Verein belegte in der Abschlusstabelle den 13. Platz unter 16 Mannschaften und musste Relegationsspiele um den Klassenerhalt bestreiten, in denen man Świt Nowy Dwór Mazowiecki unterlag. Wegen der Verwicklung in einen Bestechungsskandal im Rahmen der Relegation musste Szczakowianka in die 1. Liga absteigen und wurde mit einem Abzug von 10 Punkten für die folgende Saison bestraft.
Am Ende der Saison 2003/04 verpasste Szczakowianka aufgrund des Punktabzuges den direkten Wiederaufstieg in die Ekstraklasa.
In den folgenden Jahren stieg der Klub bis in die Sechstklassigkeit ab. Zurzeit spielt Szczakowianka in der sechstklassigen Klasa okręgowa (Gruppe Katowice IV).

## Bekannte Spieler
- Ryszard Czerwiec (28-facher polnischer Nationalspieler)
- Tomasz Copik
- Jakub Dziółka
- Maciej Iwański (10-facher polnischer Nationalspieler)
- Adam Kompała (Torschützenkönig der Ekstraklasa 1999/2000)
- Radosław Matusiak (15-facher polnischer Nationalspieler)
- Madrin Piegzik (ehemaliger Regionalligaspieler)
- Witold Wawrzyczek (ehemaliger Bundesligaspieler)